# Tomopterus flavofasciatus
Tomopterus flavofasciatus är en skalbaggsart som beskrevs av Fisher 1947. Tomopterus flavofasciatus ingår i släktet Tomopterus och familjen långhorningar.
Artens utbredningsområde är:
- Paraguay.
- Uruguay.

Inga underarter finns listade i Catalogue of Life.